# 汉口日租界

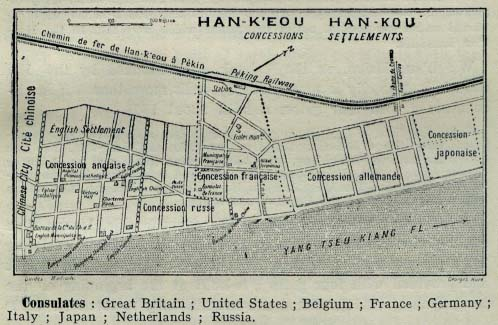
1912年的汉口租界，从左至右：英、俄、法、德、日

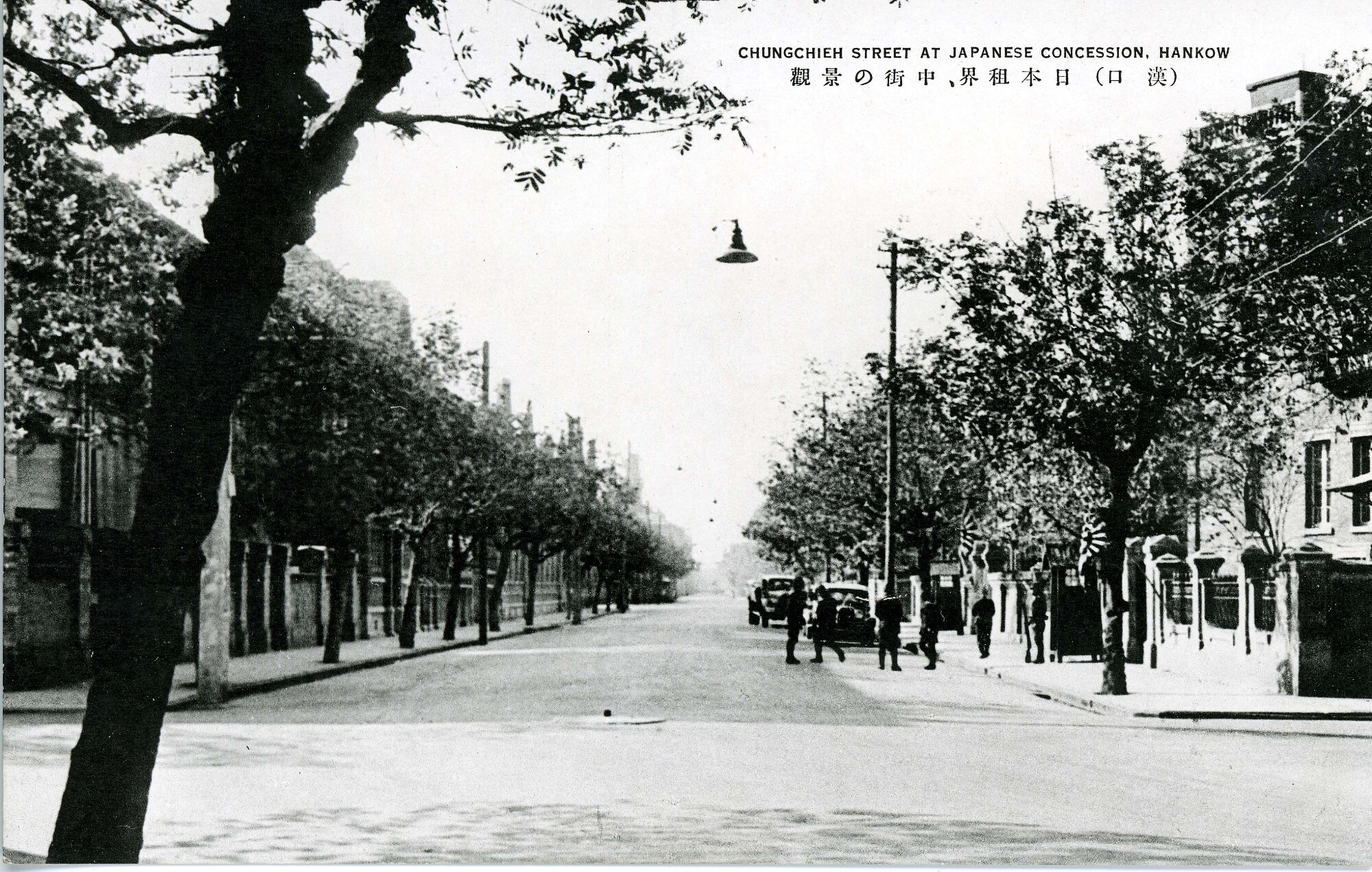
日租界内“中街”（今勝利街六合路至旅順路折轉至長春街末端）的景观

汉口日租界（日语：／ Kankō Nihon Sokai），是近代位于汉口的五国租界之一，亦为六个在华日租界之一，由日本于1898年开辟。开辟初期面积约247.5亩，经过扩张后面积达622.75亩。其也是汉口五国租界中开辟最晚者:219-251。抗日战争期间曾一度收回，日军占领汉口后又复开，终于1943年移交汪精卫政府。日租界内建筑大部于1944年末的汉口大空袭期间化作焦土。

## 历史

### 设立
甲午战争后，日本取得在新开通商口岸苏州、杭州、沙市、重庆以及天津、上海、厦门、汉口4个旧有通商口岸设立租界的权力。
1896年10月17日，清政府派荣裕、敬信、张荫桓与时任日本駐華公使林董签订《通商口岸日本租界专条》（又称《公立文凭》或《通商公立文凭》），其中规定：“添设通商口岸，专为日本商民妥定租界，其管理道路及稽查地面之权，专属该国领事。中国政府亦允，一经日本政府咨请，即在上海、天津、厦门、汉口等处，设日本专管租界”。
1898年7月16日，受湖广总督张之洞派遣，湖北按察使、汉黄德道江汉关监督瞿廷韶与日本驻上海总领事代理小田切万寿之助签订《汉口日本专管租界条款》，规定汉口日租界位于汉口德租界以北，沿长江下行100丈，东至江口、西抵京汉铁路，面积约247.5亩:13-14。

### 扩张
1906年起，时任日本驻汉口总领事水野幸吉援引1898年签订的协议，提出将大智门火车站外毗连卢汉铁路靠近德、日租界的1,000余亩土地划给日本，作为新日本租界。张之洞认为索要的土地面积过大，且紧靠车站和铁路的地块经济与战略地位重要，不同意划与。水野幸吉转而要求在丹水池以下，将日租界下移200丈，后经外务部批准减为150丈。1907年2月7日，汉口道桑宝与日本订立《汉口日本租界推广专条》，规定中国商人在租界区域开办的燮昌火柴厂虽可继续营业，但须向日租界当局缴纳赋税，今后“若一旦脱离中国之手，则中国官吏一切不得有干涉保护之权利”。至此，日租界扩展面积达375.25亩，总面积达到622.75亩，超过原租界两倍有余。汉口日租界西侧与华界交界的道路（平和街，中国称为两国街，今中山大道）本应为两国共管，也变为完全由日租界控制:16。

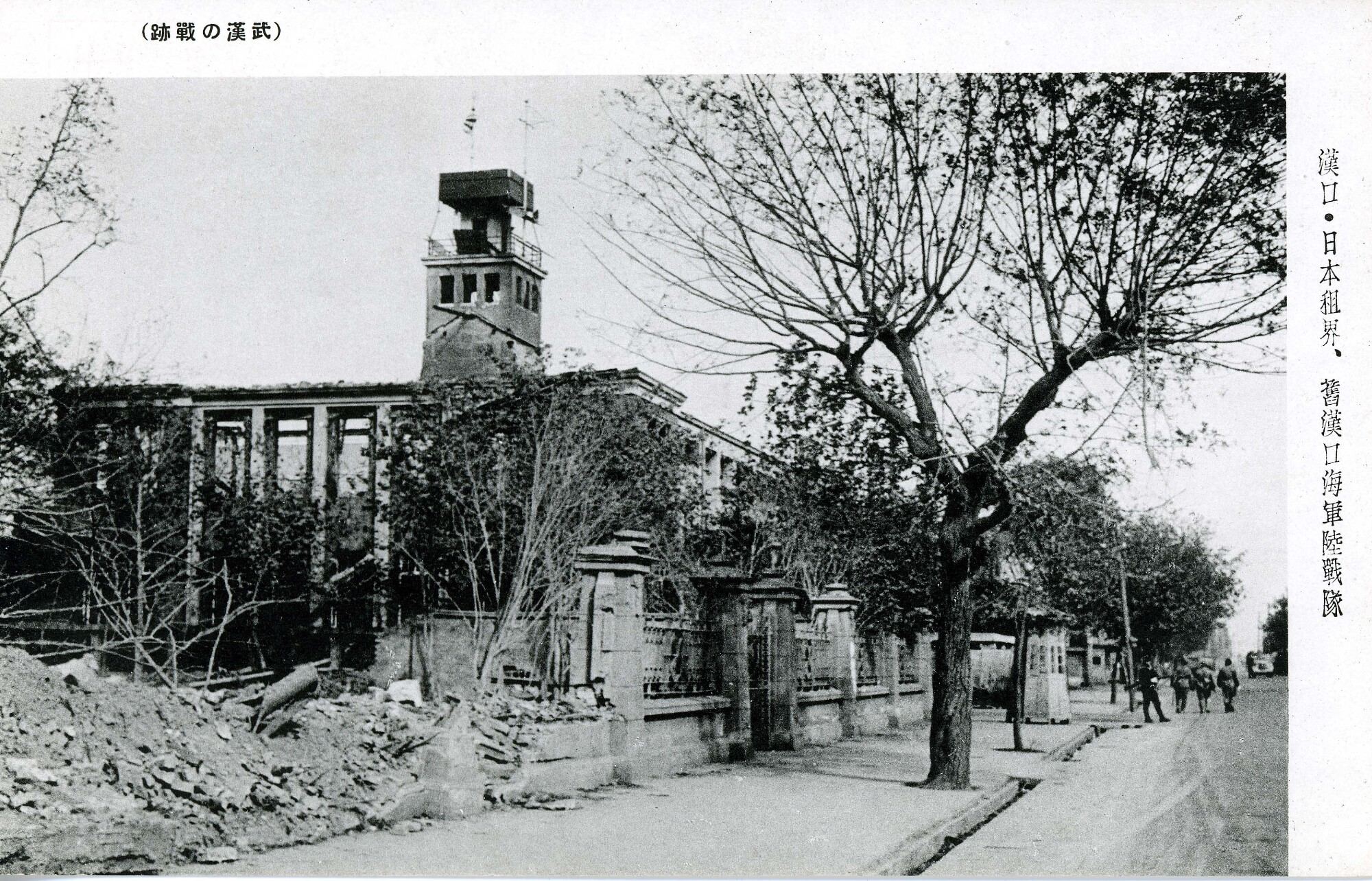
汉口海军陆战队的兵营

1911年辛亥革命期间，日本派遣500名陆军来汉口，保护侨民和租界，此后长期驻扎汉口，兵营设在界外。

### 衝突
1927年4月3日，发生汉口事件，日本水兵与人力车夫之间的冲突引发的暴亂中租界遭到破壞和搶劫，日本住戶和領事館人員被襲擊、日本海軍也有人員受傷，随后日本海軍陸戰隊向數十名參與抗議的中國人开枪，打死9人、重伤8人、轻伤数十人，中方称「四三」惨案:413-414,510。
1928年12月17日下午，日本驻汉海军陆战队的4辆炮车在同德里附近马路上将路旁的人力车工人水杏林轧成重伤而死，时称「水杏林惨案」或「新汉口水案」。事件引发超过5个月的大罢工，群众反日情绪不断高涨并要求国民政府收回租界、废除不平等条约，日本则接连增派军舰到汉实施武力威胁。最终，1929年6月6日，中日双方在汉口达成协议，日本总领事书面道歉、水杏林遗属获得抚恤金4,600元，罢工结束。
1936年9月19日，发生漢口日本巡查射殺事件，一名日本領事館警察被暗殺。

### 交还
1937年8月，第二次中日战争爆发，汉口的日侨（1,984人）全部撤离回国，汉口日租界由中国政府代管:1643。
1938年8月13日，淞沪会战一周年纪念日，中国政府正式收回汉口日租界，改为汉口第四特别区。同年10月25日，武漢會戰结束，日军占领武汉后又恢复了汉口日租界:222。
1943年初，日本在中华民国（汪精卫政权）的治外法权废止。3月30日，日本将汉口日租界移交给汪精卫国民政府:223。
1944年12月18日，汉口大空袭期间原汉口日租界的区域被美军飞机轰炸成一片废墟。战后，原日租界大部分地方演变为贫民区。

## 管理

### 租界市政
1909年居留民团获得征税和市政建设权后，日租界开始了大规模的建设。从1909年到1913年，日租界陆续建设三菱码头、日信码头等沿江码头，并开辟若干条与长江平行或垂直的道路。与长江平行的街道主要有3条，即江岸，中央的中街（今胜利街），以及西部边界的平和街（今中山大道）:93-96。居留民团办公处所多次变迁，1943年后为中街21号（今胜利街335号）:121。

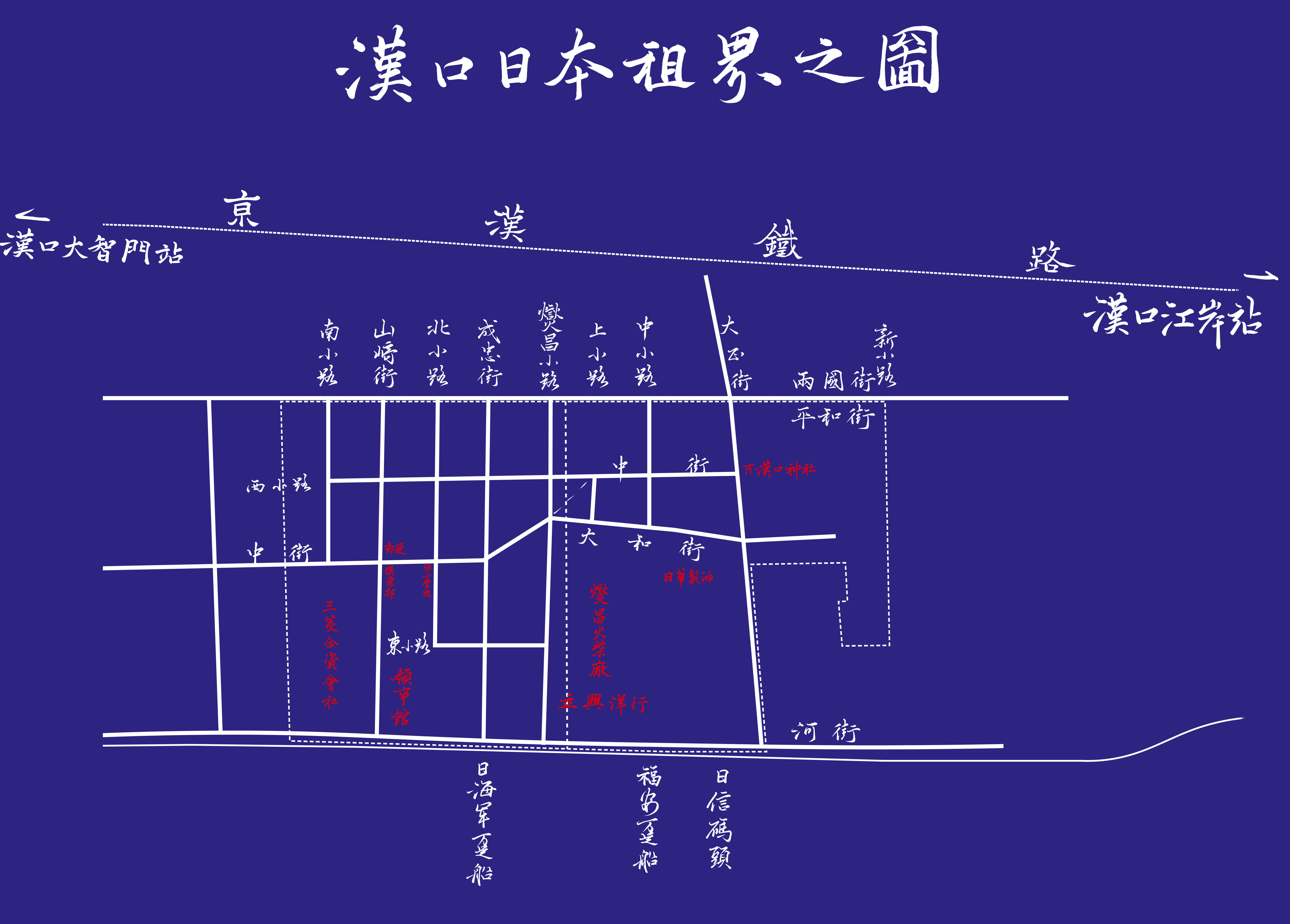
漢口日本租界全圖，中間虛綫為擴大前的北側邊界

| 現名                                     | 原名          |
| ---------------------------------------- | ------------- |
| 沿江大道（六合路至卢沟桥路下首段）       | 河街          |
| 胜利街（六合路至旅顺路折转至长春街末端） | 中街          |
| 胜利街（旅顺路至卢沟桥路段）             | 大和街        |
| 中山大道（六合路至刘家祺路段）           | 两国街/平和街 |
| 张自忠小路                               | 东小路        |
| 山海关路                                 | 山崎街        |
| 张自忠路                                 | 成忠街        |
| 卢沟桥路                                 | 大正街        |
| 陈怀民路                                 | 南小路        |
| 沈阳路                                   | 北小路        |
| 郝梦龄路                                 | 燮昌小路      |
| 旅顺路                                   | 上小路        |
| 大连路                                   | 中小路        |
| 刘家祺路                                 | 新小路        |

### 领事馆

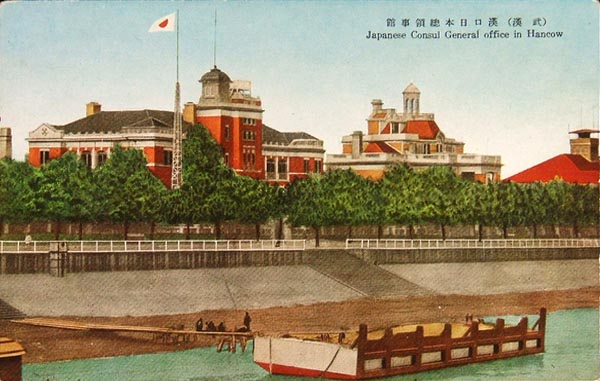
1927年的日本驻汉口总领事馆

日租界建立之初，由日本领事馆负责行政。1885年，日本在汉口初设领事馆，然而于1891年9月28日因事务清闲关闭。1898年7月，日本驻汉口领事馆重开，到1904年时领区包括湖北、河南、江西三省。1909年10月，升级为总领事馆。1913年，由建筑师福井房一设计的红砖墙、白石材镶边、古典主义殖民风格领事馆建成，该建筑设有面对长江的五层高钟楼与四层高瞭望塔。1937年卢沟桥事变后，总领事馆暂时关闭，中国军队于武汉会战结束前将日本领事馆炸毁。1938年10月25日，日军占领武汉后恢复日租界，重开的总领事馆迁至汉口市中心胜利街2号交通银行。1944年12月18日，重建于山崎路（今山海关路）的领事馆建筑被美军飞机炸毁。1945年随着日本战败投降，驻汉口总领事馆正式关闭。

### 居留民團

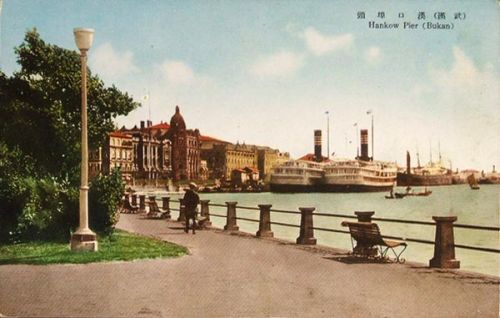
日本明信片上的汉口码头

1907年，侨民自治团体汉口日本居留民团成立，由居住在武汉的日本侨民通过选举产生具有自治性质的机构居留民会及居留民团行政委员会，接管了一切行政管理权。1909年，居留民团的权力扩大到征税和市政建设，惟巡捕房仍属于日本领事馆管理:46-48。

### 巡捕房
1911年时巡捕房（警察署）设于中街与成忠街路口（今胜利街与张自忠路路口），巡捕中10人为日本籍，23人为中国籍。1938年11月5日，随着领事馆的复建，警察署亦恢复设立，有日籍巡查21人。11月7日，警察署在大正街（今卢沟桥路）35号开设派遣（出）所。1939年1月5日，开设武昌警察分署。警察执行公务时，对日本人主要依据《居留民取缔规则》《警察犯处罚令》《宿屋、下宿屋、料理店、饮食店取缔规则》等处罚，对中国人则主要依据《居留地警察规则》《居留者取缔规则》《艺妓酌妇佣妇女取缔规则》等处罚，有所区别:52,202。

## 居民
汉口日租界设立之初，在汉口仅有13名日本侨民。汉口日租界设立后，数年内汉口日本侨民增加到千人以上，但是只有少数居住在日租界。根据日本《外务省警察史》记载，1909年时居住在汉口的日本人有1,136人，辛亥革命爆发后的1912年一度降至973人，到1917年又升至2,045人:219-251。

## 经济

### 贸易
在汉口五国租界中，日租界距离商業中心地區最遠，日本商人财力又很有限，所以商务并不繁荣。直到1909年，界内主要是工廠、倉庫和底層日本人的住宅區，较为荒凉。较有实力的日本企业，如横滨正金银行、台湾银行和日清汽船株式会社，都前往英租界立足。1909年日租界大规模建设以后，航运、贸易以及土产加工业开始发展，规模较大者有三菱洋行，汉口日租界在所有在华日租界中的繁荣程度变得仅次于天津日租界。
汉口日租界被认为是走私、贩毒的大本营:1073。

### 旅馆
- 松迺家酒店：1909年由日本三菱公司投资，建筑师福井房一设计，大仓土木组负责施工建造。酒店位于胜利街与山海关路口，为二层砖木结构的和式洋风联排公寓，旁边的红砖墙、红瓦二层楼单元有爱奥尼克柱门斗。1920年，北端转角处四方形三层塔楼端开设日本松迺家酒店，楼上为旅馆，楼下则是餐厅。武汉会战结束后，松迺家酒店曾用于临时安置日本海军伤员[4]:163。

## 文化

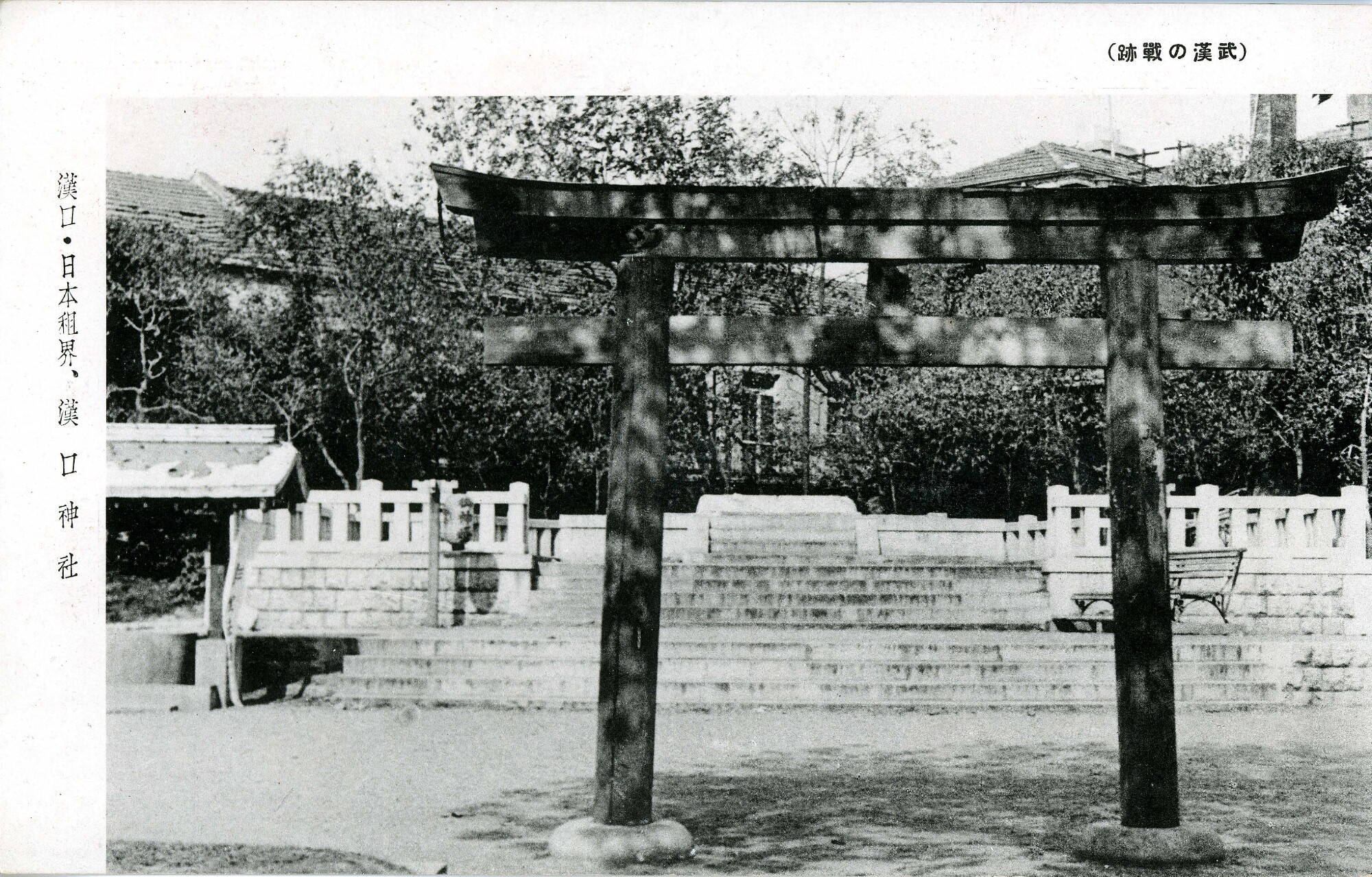
漢口神社

### 新闻
- 《汉口日报》（日文）：1907年8月1日创刊于大仓洋行二楼，由1905年5月25日由小川夔日郎创办的《汉皋日日新闻》改组而成，接受日本政府资助，汉口日本侨民会会长冈幸七郎担任社长。该报由日本东京凸版会社印刷厂崇文阁印刷，每日发行，有社论、新闻等栏目，最初供日本侨民阅读，行销汉口、长沙、宜昌、重庆等地，日销1000份，1916年始对华人发售，日售50～60份，1926年停刊[8]:328。

### 学校
- 明治寻常高等小学校：位于中街6号，明治四十年3月由居留民团设立，辛亥革命期间曾一度停学[21]。

### 医院
- 漢口同仁会医院：1902年，日本同仁会在今一元路开办汉口同仁医院，当时其规模接近于汉口天主堂医院[22]，医院院长则居住于勝利街333號的一栋别墅[23]。

### 宗教
- 汉口神社：昭和十年2月11日设立于中街与大正街口，大门是一座日式鸟居，祭祀天照大神、明治天皇、神武天皇[24]。

## 现状

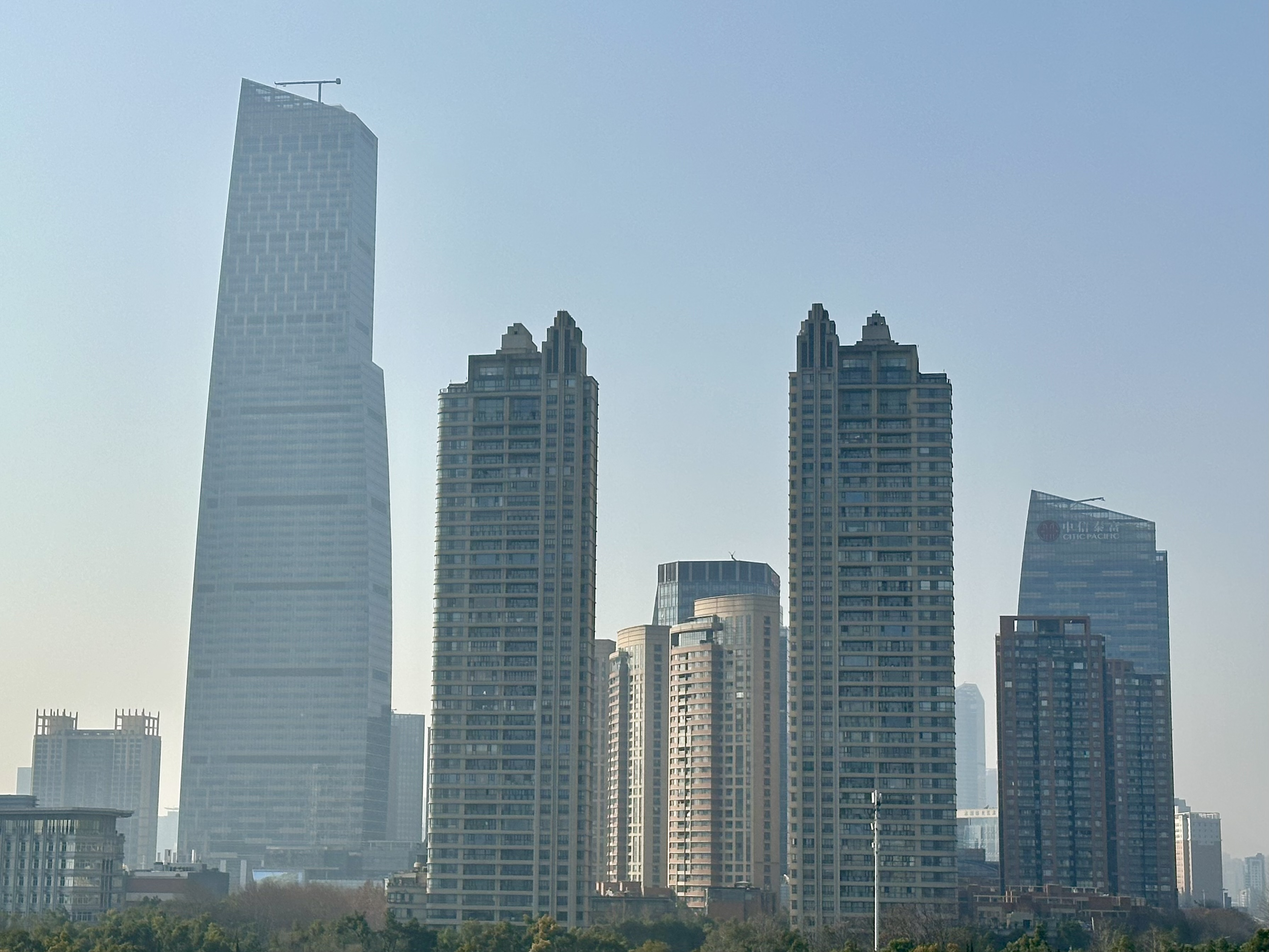
2024年的永清商务区

汉口日租界区域大致相当于目前武汉市江岸区的永清街道。原日租界内建筑仅有的少量遗存，如三菱洋行、日本神社，于2003年的旧城改造中被拆除。不过，长春街北端1－4号的4栋西式公馆建筑被保留下来。列为保护文物或保护建筑的包括：
- 日本领事馆（山海关路2号）
- 三菱洋行职员宿舍及松迺家酒店（也称日租界军官宿舍，胜利街272号）

以及抗战初期与八路军、新四军有关的2幢建筑：
- 八路军武汉办事处旧址（湖北省文物保护单位，长春街57号）
- 汉口新四军军部旧址（湖北省文物保护单位，胜利街332-352号）

1995年6月，武汉长江二桥建成通车，位于桥头的原汉口日租界所在地区的商业价值得到提升。2006年，香港瑞安集团将该片区改造为武汉天地商业区。